# オリア・ティラ
オリア・ティラ（ルーマニア語:Olia Tira）は、モルドバ共和国の歌手である。サンストローク・プロジェクトと共演して、ユーロビジョン・ソング・コンテスト2010にモルドバ代表として参加し、「Run Away」を歌う。

## 略歴
ドイツ民主共和国（現・ドイツ連邦共和国）のポツダムにて、ソビエト連邦の軍人の娘として生まれ、数年を同地にて過ごす。父親の職業の都合により、幼い頃はさまざまな土地での暮らしを経験しており、極東にも住んだことがある。2010年の時点で、モルドバ音楽・演劇アカデミーに在籍する学生である。
14歳のときに初めて音楽祭に出場したのが、歌手としてのキャリアの始まりであった。2006年12月には、ルスラン・タラヌ（Ruslan Taranu）の作曲による初のアルバム『Your place or mine?』が発売される。

## アルバム
- Your place or mine?（2006年12月、Nordika Multimedia）